# Ed Reed
Edward Earl Reed, Jr. (St. Rose, 11 settembre 1978) è un ex giocatore di football americano statunitense che ha militato nel ruolo di free safety nella National Football League (NFL).
Dopo avere giocato al college a Miami, fu scelto dai Baltimore Ravens come 24º assoluto nel Draft NFL 2002 rimanendo coi Ravens fino al 2012, anno in cui vinse il Super Bowl XLVII. È stato introdotto nella Pro Football Hall of Fame nel 2019.
Nella sua carriera, Reed ha vinto un Super Bowl nel 2012, è stato selezionato per 9 Pro Bowl, ha vinto il premio di difensore dell'anno della NFL nel 2004 e ha stabilito il record NFL per i due più lunghi intercetti ritornati (106 yard nel 2004 e 108 yard nel 2008). È considerato uno delle safety più dominanti della storia della NFL e spesso ci si riferisce a lui come a un "ball hawk" (traduzione: falco del pallone)

## Carriera professionistica

### Baltimore Ravens
Nella sua stagione da rookie, Reed partì da titolare in tutte e 16 le partite terminando con 85 tackle, un sack e 5 intercetti. L'anno seguente finì la stagione con 71 tackle e 7 intercetti venendo convocato per il suo primo Pro Bowl.
Nel 2004, Reed fu nominato Difensore dell'anno dall'Associated Press. Oltre al suo ritorno da record nel 2004, Reed stabilì il record NFL per il maggior numero di yard ritornate dopo un intercetto con 358 yard su 9 intercetti; Reed conservò questo record fino al 2009, quando fu superato da Darren Sharper. Sempre nel 2004, Reed divenne l'unico giocatore nella storia del Pro Bowl a bloccare un punt e ritornarlo in un touchdown. Nel 2005, Reed giocò solo dieci partite a causa di un infortunio alla caviglia e finì l'anno con 37 tackle e un intercetto. Nel 2006, Reed registrò 60 tackle e cinque intercetti venendo convocato per il suo terzo Pro Bowl. Nel 2007 mise a segno 39 tackle e 7 intercetti. Nel Pro Bowl del 2007, Reed mise a segno due intercetti, pareggiando il record della manifestazione. Nel 2010, Reed guidò la NFL in intercetti con 8, malgrado avesse giocato solo 10 gare a causa di un intervento chirurgico all'anca.

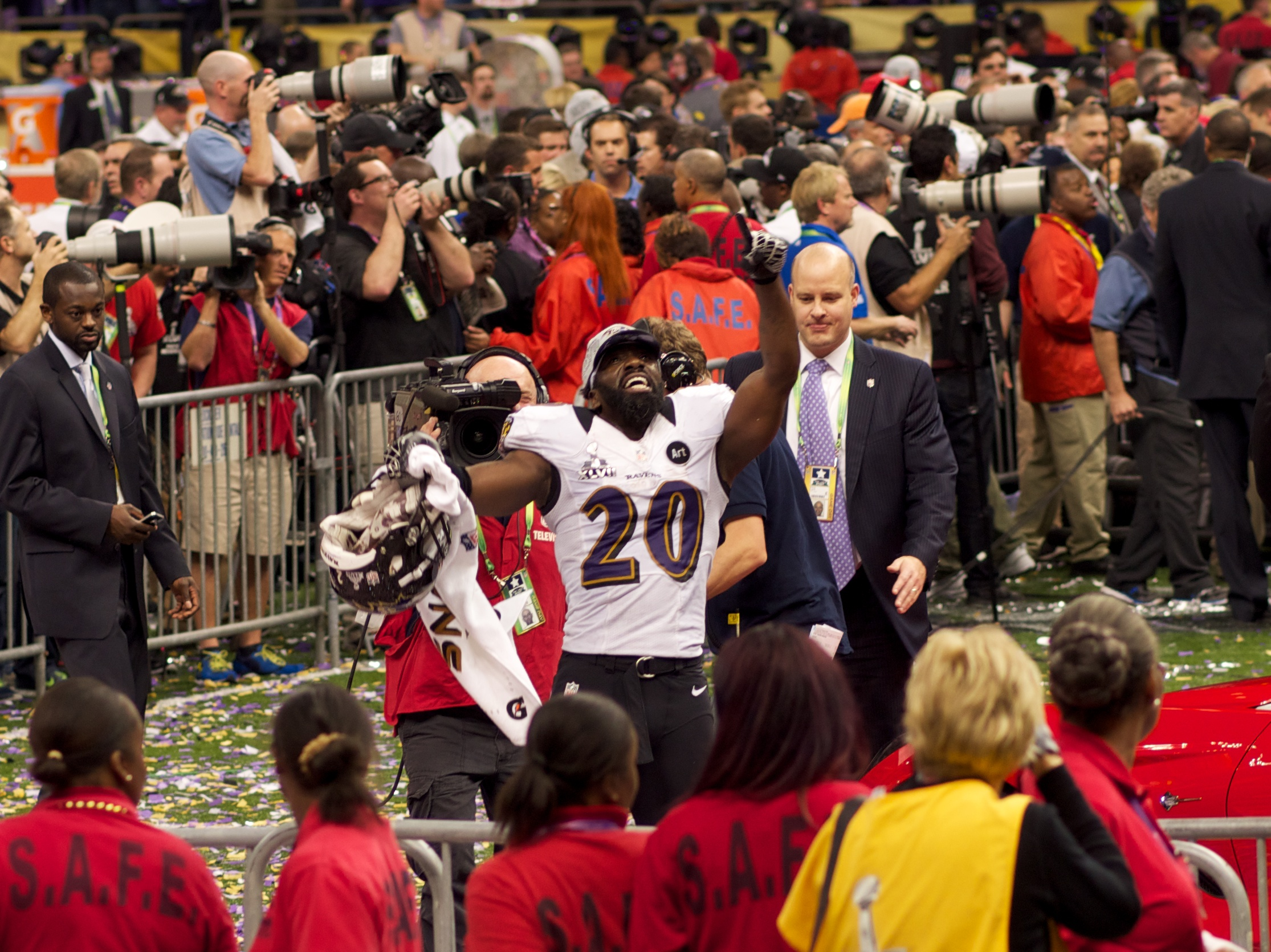
L'esultanza di Reed dopo la vittoria nel Super Bowl XLVII.

Nella partita inaugurale della stagione 2011, Reed registrò due intercetti contro il quarterback dei Pittsburgh Steelers Ben Roethlisberger, superando Ronnie Lott per il maggior numero di gare con più di un intercetto in carriera. La stagione dei Ravens si concluse nella finale della AFC contro i Patriots, col kicker di Baltimore che sbagliò il field goal del potenziale pareggio a pochi secondi dal termine della partita. A fine anno il giocatore fu votato al 16º posto nella NFL Top 100, l'annuale classifica dei migliori cento giocatori della stagione.

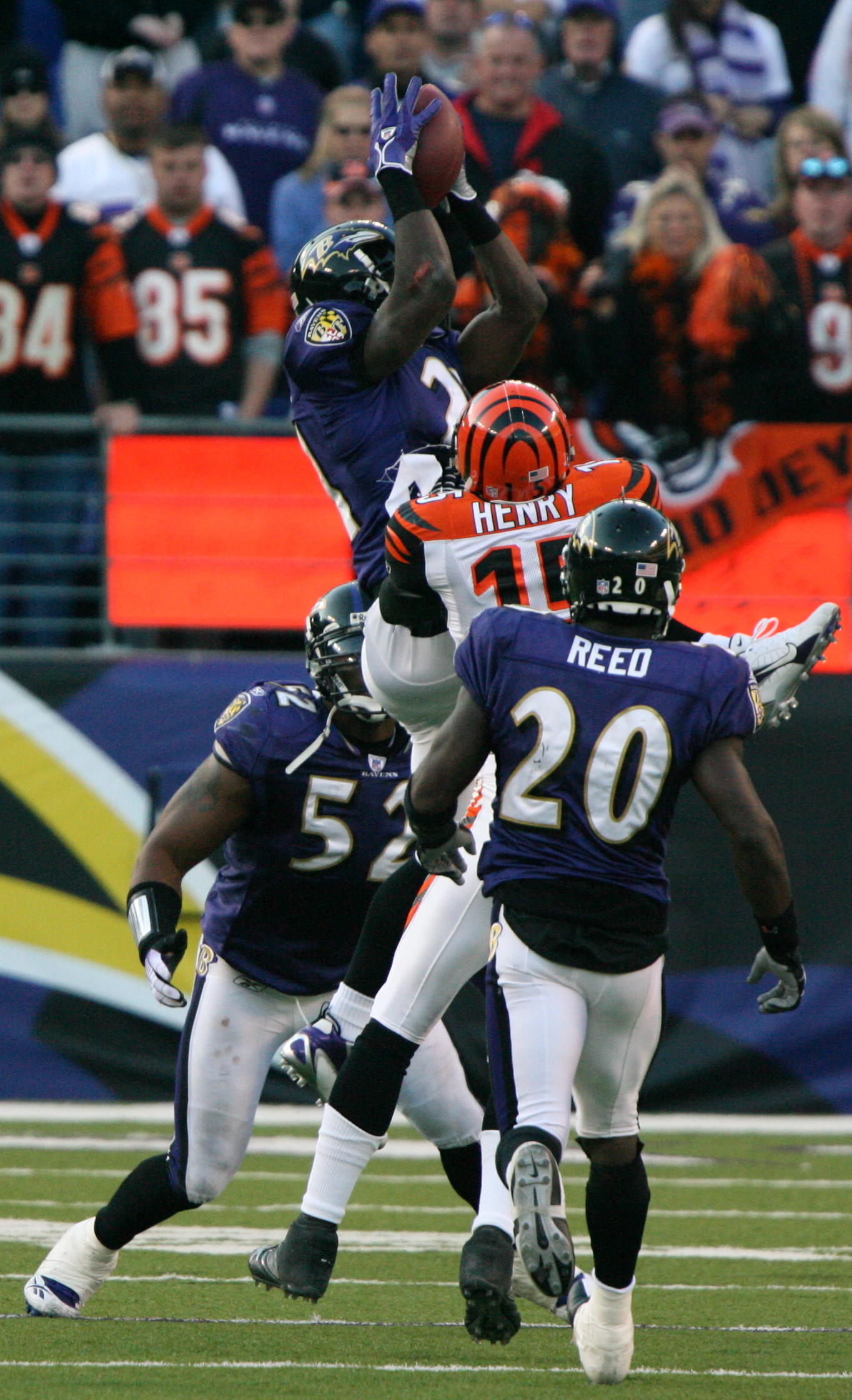
Reed (20), Ray Lewis e Chris McAlister contro i Cincinnati Bengals nel 2006.

Il 10 settembre 2012, Reed incominciò la stagione nel migliore dei modi contribuendo alla netta vittoria dei Ravens contro i Cincinnati Bengals per 44-13 ritornando un intercetto ai danni di Andy Dalton in un touchdown e stabilendo con quella giocata il nuovo record NFL per yard ritornate dopo un intercetto in carriera. Nella settimana 13 Reed intercettò il quarto passaggio stagionale, arrivando a quota 61 in carriera. Il 26 dicembre fu convocato per il nono Pro Bowl in carriera.
Nei playoff 2012-2013, i Ravens eliminarono nei primi due turni i Colts e i Denver Broncos. Nella finale della AFC Baltimore batté in trasferta i New England Patriots qualificandosi per il secondo Super Bowl della storia della franchigia, il primo nella gloriosa carriera di Reed. Il 3 febbraio 2013, Reed mise a segno un intercetto su Colin Kaepernick dei San Francisco 49ers contribuendo alla vittoria dei Ravens per 34-31 e conquistando il primo anello della carriera. Con quell'intercetto, Reed arrivò a un totale di nove nei playoff in carriera, pareggiando il record NFL di Ronnie Lott.

### Houston Texans
Dopo undici stagioni con i Ravens, il 22 marzo 2013 Reed firmò un contratto triennale con gli Houston Texans del valore di 15 milioni di dollari. Dopo aver disputato sole 7 partite, il 12 novembre, a seguito delle pesanti critiche allo staff tecnico mosse da Reed dopo la settima sconfitta consecutiva della squadra, fu svincolato.

### New York Jets
Il giorno successivo all'addio ai Texans, Reed firmò coi New York Jets. Il primo intercetto con la nuova lo mise a segnò nella vittoria della settimana 14 sugli Oakland Raiders in cui la squadra interruppe una striscia di tre sconfitte consecutive. Tornò a farne registrare uno nella penultima e nell'ultima gara della stagione, arrivando a quota 64 in carriera.

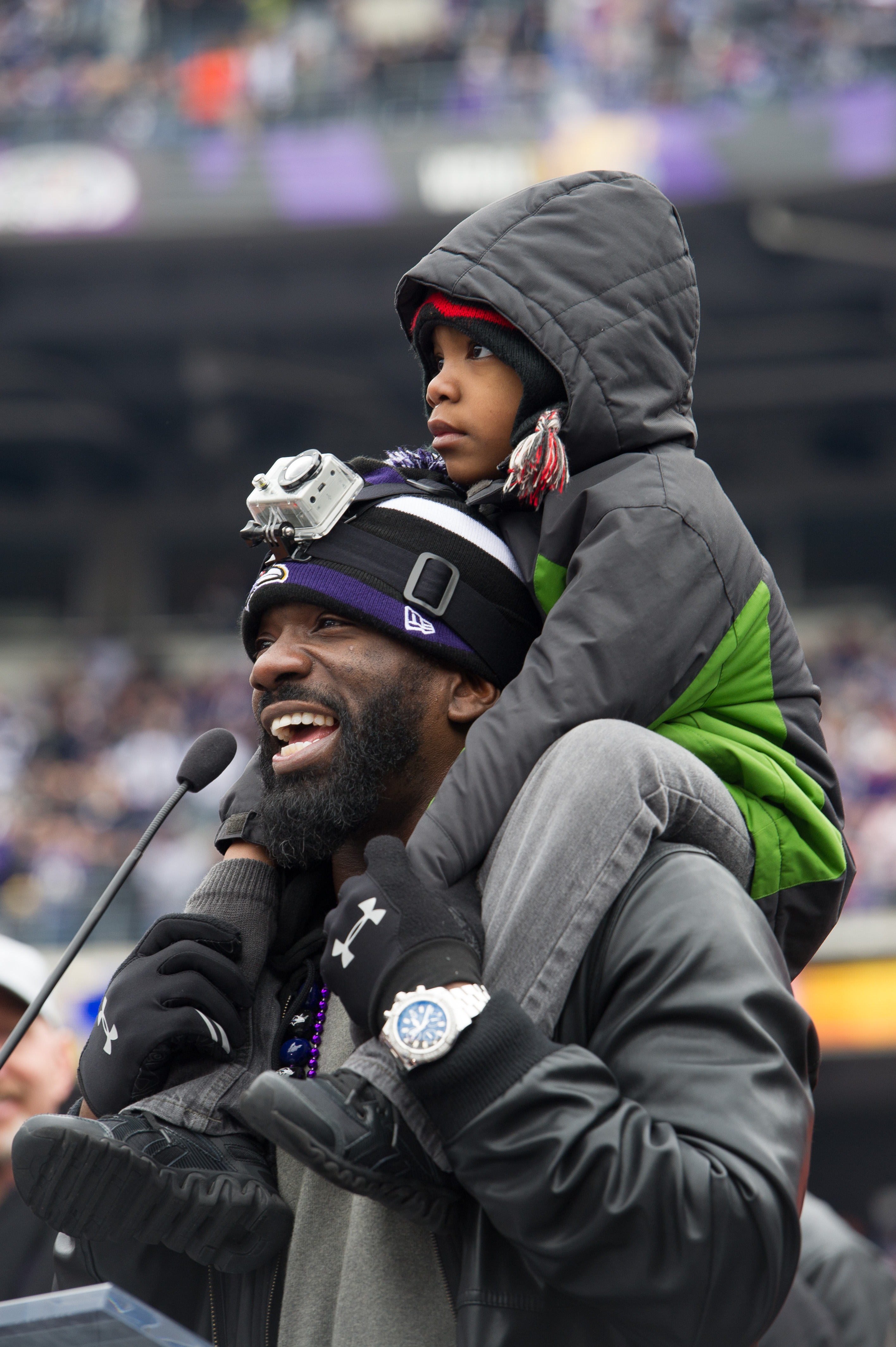
Reed col figlio all'M&T Bank Stadium dopo la vittoria del Super Bowl XLVII.

### Record e riconoscimenti
Reed attualmente detiene il record di franchigia dei Ravens per il maggior numero di intercetti con 61. Inoltre detiene il record della squadra per il maggior numero di yard ritornate da un intercetto in una singola partita con 150.
Durante una gara coi Philadelphia Eagles il 23 novembre 2008, Reed ritornò un intercetto per 108 yard in un touchdown (misura in seguito corretta a 107 yard). Questo stabilì il record NFL, superando il suo stesso record di 106 yard. Il pallone che intercettò e la maglia che indossava durante la giocata sono ora nella Hall of Fame. Nella partita di playoff nel turno delle Wild Card contro i Miami Dolphins, Reed intercettò Chad Pennington due volte, ritornandone una in un touchdown. Reed mise a segno inoltre 9 intercetti in 14 gare di playoff in carriera.
Reed ha avuto delle ottime prestazioni in carriera anche negli special team con 4 punt bloccati di cui 3 ritornati in touchdown, record della NFL pareggiato. Egli è stato inoltre il primo giocatore nella storia della NFL a ritornare un intercetto, un punt, un punt bloccato ed un fumble per un touchdown. Reed in totale ha segnato 14 touchdown in carriera: 3 da punt bloccati, 1 su ritorno dal punto, 2 su ritorni dal fumble e 8 su ritorni da un intercetto.
Reed è stato l'unico giocatore a essere inserito nella formazione ideale della stagione 2008 all'unanimità dall'Associated Press. Nel 2009, Reed fu inserito nella formazione ideale del decennio della NFL da The Sporting News.

### Ritiro
Il 6 maggio 2015, dopo avere passato tutta la stagione 2014 fuori dai campi di gioco, Reed annunciò il proprio ritiro.

## Palmarès

### Franchigia
- Super Bowl : 1

Baltimore Ravens: Super Bowl XLVII
- American Football Conference Championship: 1

Baltimore Ravens: 2012

### Individuale
- Difensore dell'anno: 1

2004
- Convocazioni al Pro Bowl: 9

2003, 2004, 2006, 2007, 2008, 2009, 2010, 2011, 2012
- All-Pro: 8

2003, 2004, 2006, 2007, 2008, 2009, 2010, 2011
- Leader della NFL in intercetti: 3 (record)

2004, 2008, 2010
- PFWA All-Rookie Team - 2002
- Formazione ideale del 100º anniversario della National Football League
- Classificato al #88 tra i migliori cento giocatori di tutti i tempi da NFL.com
- Formazione ideale della NFL degli anni 2000
- Pro Football Hall of Fame (classe del 2019)

## Statistiche
| Statistiche in carriera | Statistiche in carriera | Statistiche in carriera | Tackle | Tackle | Tackle | Sack | Sack   | Intercetti | Intercetti | Intercetti | Fumble | Fumble |
| Anno                    | Squadra                 | Gare                    | Tot    | Ast    | Com    | Sack | Safety | Int        | Yard       | TDInt      | FF     | FR     |
| ----------------------- | ----------------------- | ----------------------- | ------ | ------ | ------ | ---- | ------ | ---------- | ---------- | ---------- | ------ | ------ |
| 2002                    | BAL                     | 16                      | 71     | 14     | 85     | 1.0  | 0      | 5          | 167        | 0          | 0      | 0      |
| 2003                    | BAL                     | 16                      | 59     | 12     | 71     | 1.0  | 0      | 7          | 131        | 1          | 1      | 0      |
| 2004                    | BAL                     | 16                      | 64     | 14     | 78     | 2.0  | 0      | 9          | 358        | 1          | 3      | 2      |
| 2005                    | BAL                     | 10                      | 33     | 4      | 37     | 0    | 0      | 1          | 23         | 0          | 0      | 0      |
| 2006                    | BAL                     | 16                      | 51     | 8      | 59     | 0    | 1      | 5          | 70         | 1          | 1      | 1      |
| 2007                    | BAL                     | 16                      | 29     | 10     | 39     | 0    | 0      | 7          | 130        | 0          | 0      | 1      |
| 2008                    | BAL                     | 16                      | 34     | 7      | 41     | 1.0  | 0      | 9          | 264        | 2          | 1      | 2      |
| 2009                    | BAL                     | 12                      | 42     | 8      | 50     | 0    | 0      | 3          | 111        | 1          | 3      | 3      |
| 2010                    | BAL                     | 10                      | 30     | 7      | 37     | 0    | 0      | 8          | 183        | 0          | 1      | 1      |
| 2011                    | BAL                     | 16                      | 44     | 23     | 52     | 1.0  | 0      | 3          | 25         | 0          | 1      | 0      |
| 2012                    | BAL                     | 16                      | 49     | 9      | 58     | 0    | 0      | 4          | 78         | 1          | 0      | 1      |
| 2013                    | HOU                     | 7                       | 14     | 2      | 16     | 0    | 0      | 0          | 0          | 0          | 0      | 0      |
| 2013                    | NYJ                     | 7                       | 13     | 9      | 22     | 0    | 0      | 3          | 49         | 0          | 0      | 0      |
| Carriera                |                         | 174                     | 531    | 112    | 643    | 6.0  | 1      | 64         | 1.590      | 7          | 11     | 11     |
| Playoff                 |                         | 11                      | 24     | 6      | 30     | 0    | 0      | 8          | 162        | 1          | 0      | 1      |